# Indywidualne Mistrzostwa Polski w Zapasach 2021

## Mistrzostwa Polski w Zapasach2021

### Kobiety
29. Mistrzostwa Polski – 3–5 września 2021, Rzeszów

### Mężczyźni
- styl wolny

74. Mistrzostwa Polski – 3–5 września 2021, Rzeszów
- styl klasyczny

91. Mistrzostwa Polski – 10–11 września 2021, Kostrzyn

## Medaliści

### Kobiety
| Kategoria: | Złoto:                                | Srebro:                                   | Brąz:                                                                          |
| 50 kg      | Anna Łukasiak AZS-AWF Warszawa        | Agata Walerzak Unia Racibórz              | Weronika Sikora Grunwald Poznań Anna Król Cement Gryf Chełm                    |
| 53 kg      | Katarzyna Krawczyk Cement Gryf Chełm  | Alicja Czyżowicz Orzeł Namysłów           | Sylwia Martyka Junior Dzierżoniów Maria Świeczak Cement Gryf Chełm             |
| 55 kg      | Roksana Zasina ZTA Zgierz             | Agata Kazimierczak Bloczek Team Pelplin   | Anastasiia Lebedieva Cement Gryf Chełm Olimpia Łosyk Junior Dzierżoniów        |
| 57 kg      | Patrycja Gil WLKS Nowe Iganie         | Anhelina Łysak Cement Gryf Chełm          | Patrycja Strzelczyk Bloczek Team Pelplin Magdalena Głodek Bloczek Team Pelplin |
| 59 kg      | Jowita Wrzesień CSiR Dąbrowa Górnicza | Anastasiia Padoshyk Cement Gryf Chełm     | Wiktoria Karwowska AZS-AWF Warszawa Aleksandra Witoś Orzeł Namysłów            |
| 62 kg      | Aleksandra Wólczyńska Grunwald Poznań | Katarzyna Mądrowska Feniks Pesta Stargard | Natalia Kubaty Slavia Ruda Śląska Olha Padoshyk Cement Gryf Chełm              |
| 65 kg      | Kamila Kulwicka Slavia Ruda Śląska    | Paulina Danisz Slavia Ruda Śląska         | Wiktoria Staneta Centrum Sir Staszów Oktawia Skraińska Sokół Lublin            |
| 68 kg      | Natalia Strzałka Slavia Ruda Śląska   | Karolina Kozłowska Junior Dzierżoniów     | Karina Konarska Cement Gryf Chełm Małgorzata Małek Cement Gryf Chełm           |
| 72 kg      | Anna Urbanowicz Cement Gryf Chełm     | Daniela Tkachuk Cement Gryf Chełm         | Paulina Martyka Junior Dzierżoniów Patrycja Słomska Slavia Ruda Śląska         |
| 76 kg      | Anna Wawrzycka Czarni Połaniec        | Magdalena Kisielińska WLKS Nowe Iganie    | Marlena Kister Sokół Lublin Urszula Piotrowska Cement Gryf Chełm               |

### Mężczyźni

#### Styl wolny
| Kategoria: | Złoto:                              | Srebro:                             | Brąz:                                                                                                  |
| 57 kg      | Rasuljon Inoyatov AZS-AWF Warszawa  | Daniel Budyka Stal Rzeszów          | Kacper Kiełpiński Wisła Świecie Jan Zaszczerzyński Budowlani Łódź                                      |
| 61 kg      | Ivan Izdebskyi Ceramik Krotoszyn    | Mariusz Walkowiak Ceramik Krotoszyn | Daniel Kulczyński Grunwald Poznań Grzegorz Łabus Slavia Ruda Śląska                                    |
| 65 kg      | Bartosz Sołtys Śląsk Milicz         | Mateusz Łuszczyński ZKS Koszalin    | Aminjon Sadulloev AZS-AWF Warszawa Grzegorz Bigdoń Stal Rzeszów                                        |
| 70 kg      | Patryk Ołenczyn Dąb Brzeźnica       | Krzysztof Bieńkowski AKS Białogard  | Anatolii Khudytskyi Stal Rzeszów Wojciech Wysocki Mazowsze Teresin                                     |
| 74 kg      | Kamil Rybicki Mazowsze Teresin      | Mateusz Kampik Dąb Brzeźnica        | Mikita Sauchankau Boruta Olimpijczyk Wrestling Team Zgierz i Radom Szymon Wojtkowski Ceramik Krotoszyn |
| 79 kg      | Andrzej Sokalski Slavia Ruda Śląska | Patryk Ciurzyński Mazowsze Teresin  | Paweł Malicki Orzeł Namysłów Sebastian Bąk Wisła Świecie                                               |
| 86 kg      | Krzysztof Sadowik Śląsk Milicz      | Filip Rogut Shark Łódź              | Cezary Sadowski MLUKS Karlino Remigiusz Waśkowski Wisła Świecie                                        |
| 92 kg      | Patryk Dublinowski AKS Białogard    | Jakub Mendrala Stal Rzeszów         | Jakub Chojnacki Grunwald Poznań Adam Chojnacki Grunwald Poznań                                         |
| 97 kg      | Zbigniew Baranowski AKS Białogard   | Michał Bielawski Grunwald Poznań    | Tomasz Kościółek Stal Rzeszów Mateusz Nowak Stal Rzeszów                                               |
| 125 kg     | Robert Baran Ceramik Krotoszyn      | Kamil Kościółek Stal Rzeszów        | Jakub Jankowski Shark Łódź Jakub Czerczak Slavia Ruda Śląska                                           |

#### Styl klasyczny
| Kategoria: | Złoto:                                           | Srebro:                                         | Brąz:                                                                        |
| 55 kg      | Grzegorz Hildebrand Olimpijczyk Kędzierzyn-Koźle | Piotr Puchalski Olimpijczyk Radom               | Mateusz Ropiak Zagłębie Wałbrzych Abdul Rokhman Magamadov Legia Warszawa     |
| 60 kg      | Przemysław Piątek Olimpijczyk Radom              | Olivier Skrzypczak Akademia Zapasów Nowy Tomyśl | Arslanbek Salimov Wschód Białystok Grzegorz Kunkel Olimpijczyk Radom         |
| 63 kg      | Mateusz Szewczuk Unia Racibórz                   | Dawid Szkodziński AKS Piotrków Trybunalski      | Khvicha Tchitava Sobieski Poznań Sebastian Nowicki Unia Swarzędz             |
| 67 kg      | Mateusz Bernatek AKS Piotrków Trybunalski        | Salman Khucheev Legia Warszawa                  | Aleksander Mielewczyk Cartusia Kamil Czarnecki Unia Racibórz                 |
| 72 kg      | Gework Sahakian Cartusia                         | Kevin Metel Olimpijczyk Kędzierzyn-Koźle        | Mateusz Kasprzak Pogoń Ruda Śląska Jakub Wychowałek AKS Piotrków Trybunalski |
| 77 kg      | Patryk Bednarz Olimpijczyk Radom                 | Piotr Duk Olimpijczyk Kędzierzyn-Koźle          | Iwan Nylypiuk AZS-AWF Warszawa Michał Kośla Olimpijczyk Radom                |
| 82 kg      | Edgar Babayan Sobieski Poznań                    | Bartłomiej Klimek Olimpijczyk Radom             | Islam Aliev AZS AWF Warszawa Damian Cierlik AKS Piotrków Trybunalski         |
| 87 kg      | Arkadiusz Kułynycz Olimpijczyk Radom             | Wojciech Kański Olimpijczyk Radom               | Łukasz Fafiński Olimpijczyk Radom Szymon Szymonowicz Cement Gryf Chełm       |
| 97 kg      | Gerard Kurniczak Sobieski Poznań                 | Chingiz Samadov Śląsk Wrocław                   | Patryk Kamiński AZS-AWF Warszawa Jakub Antoszewski AZS-AWF Warszawa          |
| 130 kg     | Rafał Krajewski Legia 1926 Warszawa              | Tomasz Wawrzyńczak Unia Racibórz                | Mateusz Kareciński Olimpijczyk Radom Jakub Siemiński Unia Swarzędz           |